# Chesapeake (Virgínia)
Chesapeake és una ciutat independent ubicada a Virgínia, Estats Units d'Amèrica, de 225.255 habitants segons el cens de l'any 2009 i amb una densitat de 243,3 per km². Chesapeake és la 88a ciutat més poblada del país. Es troba a uns 160 quilòmetres de la capital de l'estat, Richmond. L'actual alcalde és Alan P. Krasnoff.

## Ciutats agermanades
- Joinville, Brasil